# 牛込柳町駅
牛込柳町駅（うしごめやなぎちょうえき）は、東京都新宿区原町二丁目にある、東京都交通局（都営地下鉄）大江戸線の駅である。駅番号はE 04。

## 歴史
- 2000年（平成12年）12月12日：開業。
- 2007年（平成19年）3月18日：ICカード「PASMO」の利用が可能となる[3]。
- 2017年（平成29年）9月9日：南東口の供用開始[4]。

### 駅名の由来
「旧牛込区の市谷柳町にある駅」であることから命名された。駅所在地は駅本屋の位置の都合上市谷柳町に隣接する原町となっているが、駅自体は主に市谷柳町の下にある。建設当初の仮称駅名は「柳町駅」だった。
かつてはこの地区にも路面電車（都電13系統・新宿駅前 - 水天宮前）が走っていたが、1970年に廃止され、そのまま代替の地下鉄が建設されない地区の一つだった。東京都庁の西新宿移転に伴う新しい地下鉄建設の経路決定にあたり、牛込地区ではこの都電13系統の経路を踏襲することになった。当時の牛込柳町停留場（名称は後述のバス停留所に引き継がれていた）と同じ位置に地下鉄駅を建設したため、駅名も最終的には「牛込柳町駅」が採用された。
なお、市谷柳町の名については、牛込区（新宿区の前身の一つ、東京市の行政区）の南地域のことを市谷といい、この地域に属していたことによる。柳町の名は、江戸時代植物の柳の木が多く見られる地区だったことに由来する。付近に他に柳町が存在するわけではないので、あえて市谷を冠する必要もなく、単に柳町と呼ばれることも多い。

## 駅構造
島式ホーム1面2線の地下駅。
東出入口とコンコースを結ぶエレベーターは、当駅建設前から建てられていたビル内に設置されている。2017年9月9日より供用が開始された南東口にもエレベーターが設置されている。

### のりば
| 番線 | 路線         | 行先                                           |
| ---- | ------------ | ---------------------------------------------- |
| 1    | 都営大江戸線 | 新宿西口・都庁前・（都庁前のりかえ）光が丘方面 |
| 2    | 都営大江戸線 | 飯田橋・両国方面                               |

（出典：都営地下鉄:駅構内図）

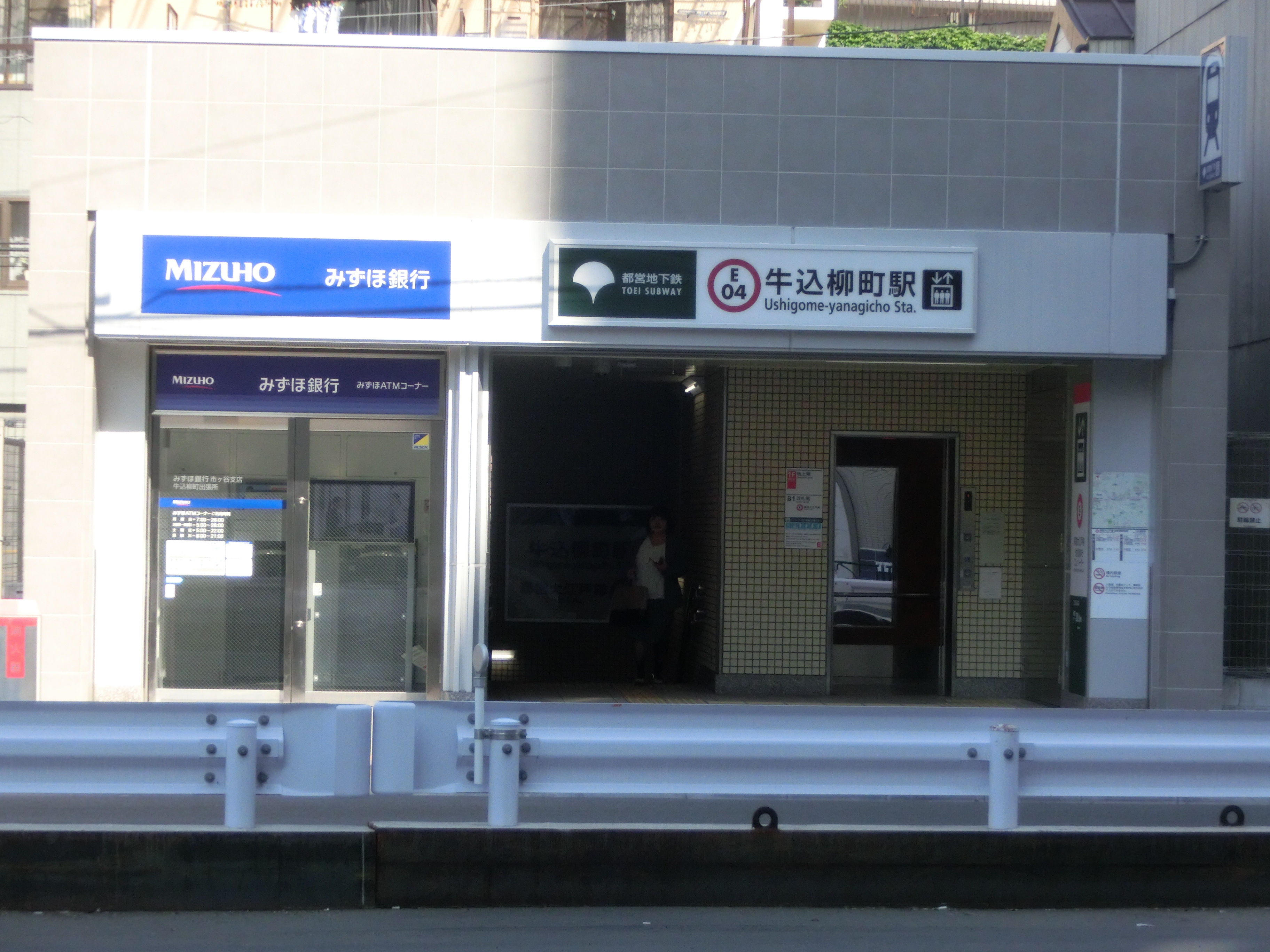
牛込柳町駅南東口（2018年）
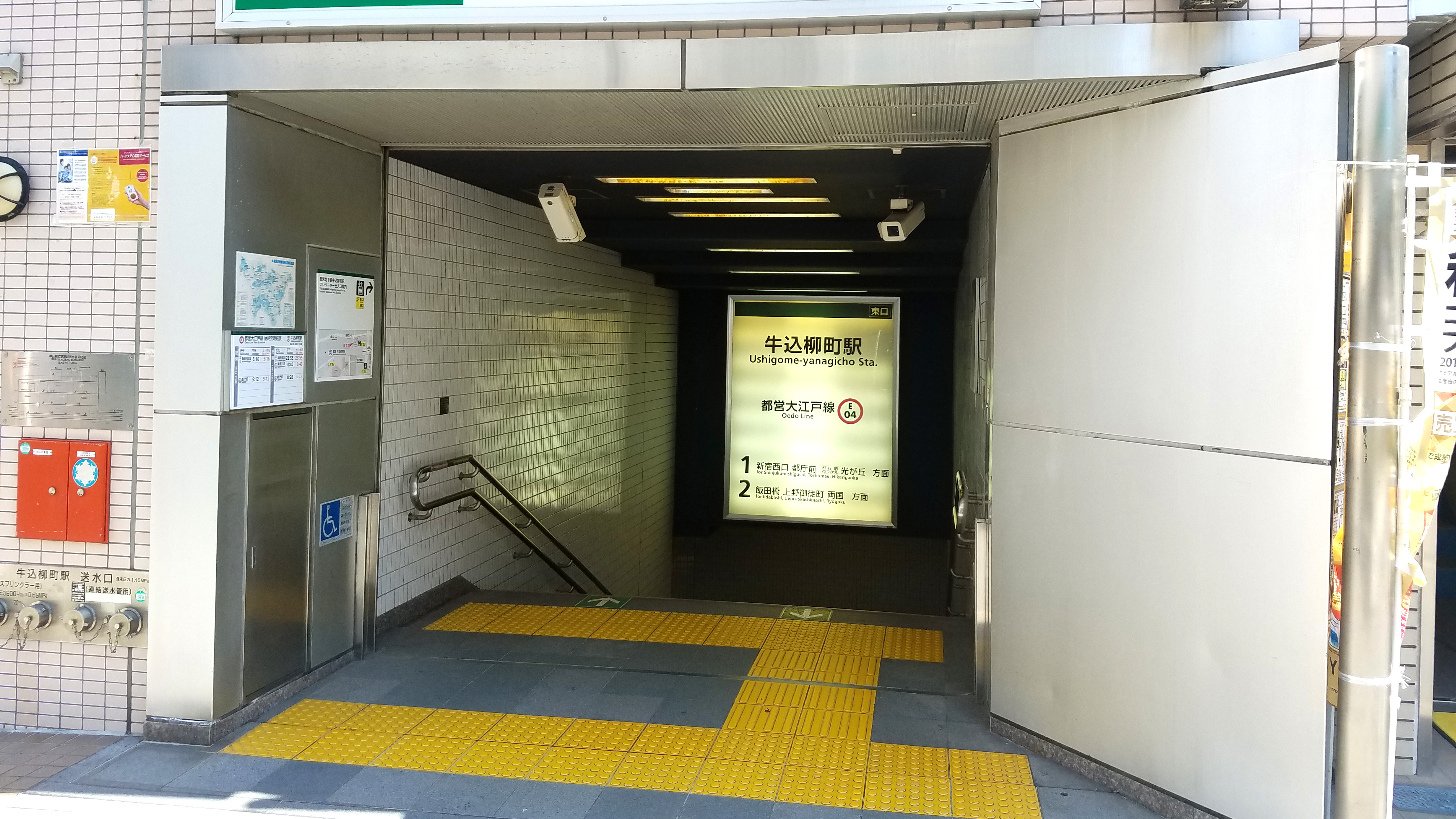
東口（2019年9月19日）
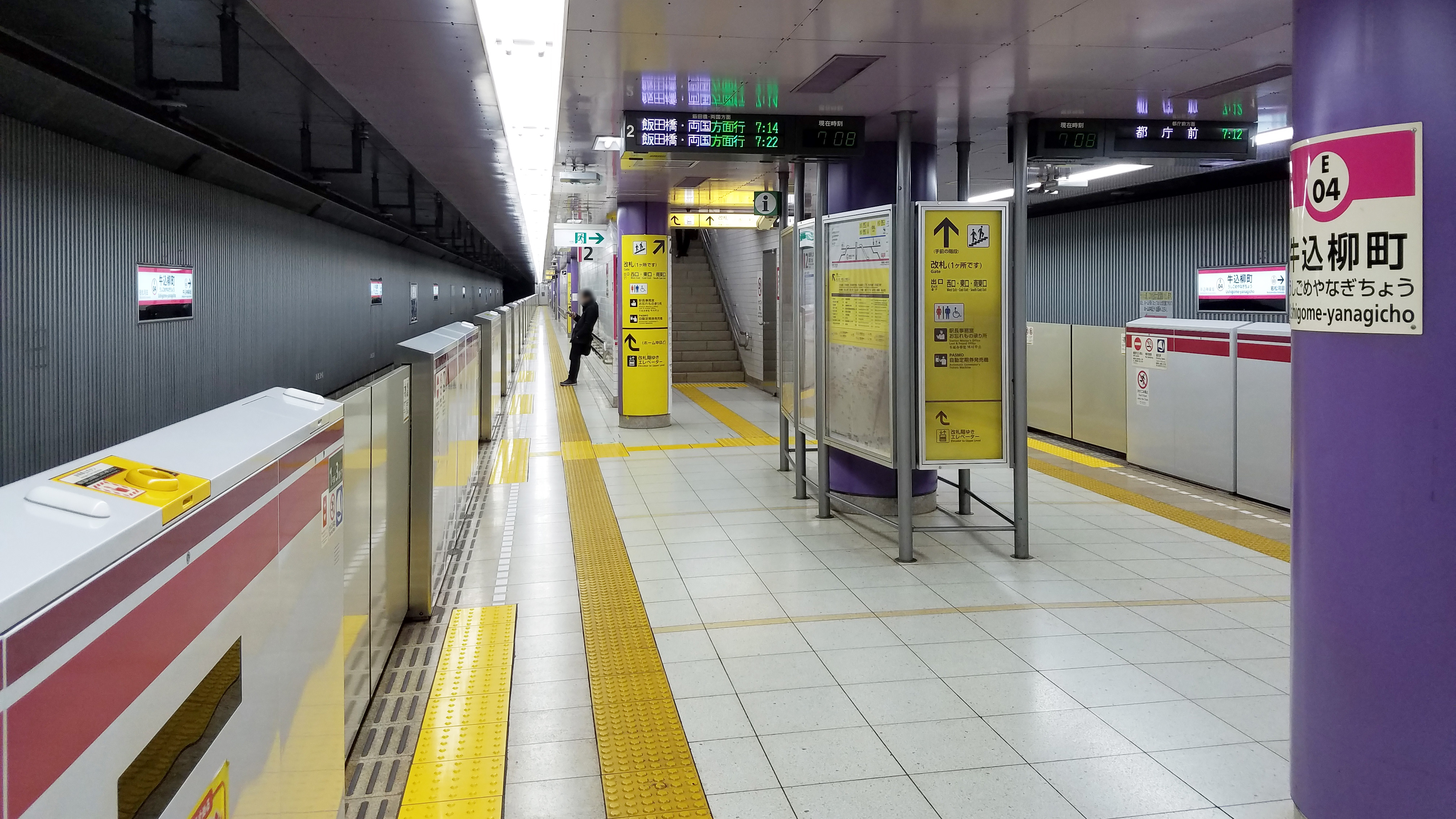
ホーム（2017年12月19日）

## 利用状況
2023年（令和5年）度の1日平均乗降人員は19,728人（乗車人員：9,987人、降車人員：9,741人）である。開業当初の乗車人員の見込みは、7,000人であった。
開業以来の1日平均乗降・乗車人員の推移は下表の通り。
| 年度               | 1日平均 乗降人員 | 1日平均 乗車人員 | 出典     |
| ------------------ | ---------------- | ---------------- | -------- |
| 2000年（平成12年） |                  | 4,909            | [ * 1 ]  |
| 2001年（平成13年） |                  | 6,156            | [ * 2 ]  |
| 2002年（平成14年） |                  | 7,022            | [ * 3 ]  |
| 2003年（平成15年） | 15,039           | 7,508            | [ * 4 ]  |
| 2004年（平成16年） | 15,711           | 7,860            | [ * 5 ]  |
| 2005年（平成17年） | 15,916           | 7,921            | [ * 6 ]  |
| 2006年（平成18年） | 16,181           | 8,090            | [ * 7 ]  |
| 2007年（平成19年） | 17,363           | 8,708            | [ * 8 ]  |
| 2008年（平成20年） | 18,434           | 9,297            | [ * 9 ]  |
| 2009年（平成21年） | 18,380           | 9,261            | [ * 10 ] |
| 2010年（平成22年） | 18,481           | 9,290            | [ * 11 ] |
| 2011年（平成23年） | 18,531           | 9,348            | [ * 12 ] |
| 2012年（平成24年） | 19,134           | 9,573            | [ * 13 ] |
| 2013年（平成25年） | 19,508           | 9,781            | [ * 14 ] |
| 2014年（平成26年） | 19,686           | 9,883            | [ * 15 ] |
| 2015年（平成27年） | 19,863           | 9,982            | [ * 16 ] |
| 2016年（平成28年） | 20,144           | 10,142           | [ * 17 ] |
| 2017年（平成29年） | 20,596           | 10,378           | [ * 18 ] |
| 2018年（平成30年） | 21,158           | 10,679           | [ * 19 ] |
| 2019年（令和元年） | 21,251           | 10,748           | [ * 20 ] |
| 2020年（令和02年） | 16,250           | 8,245            |          |
| 2021年（令和03年） | 17,507           | 8,884            |          |
| 2022年（令和04年） | 18,826           | 9,545            |          |
| 2023年（令和05年） | 19,728           | 9,987            |          |

## 駅周辺

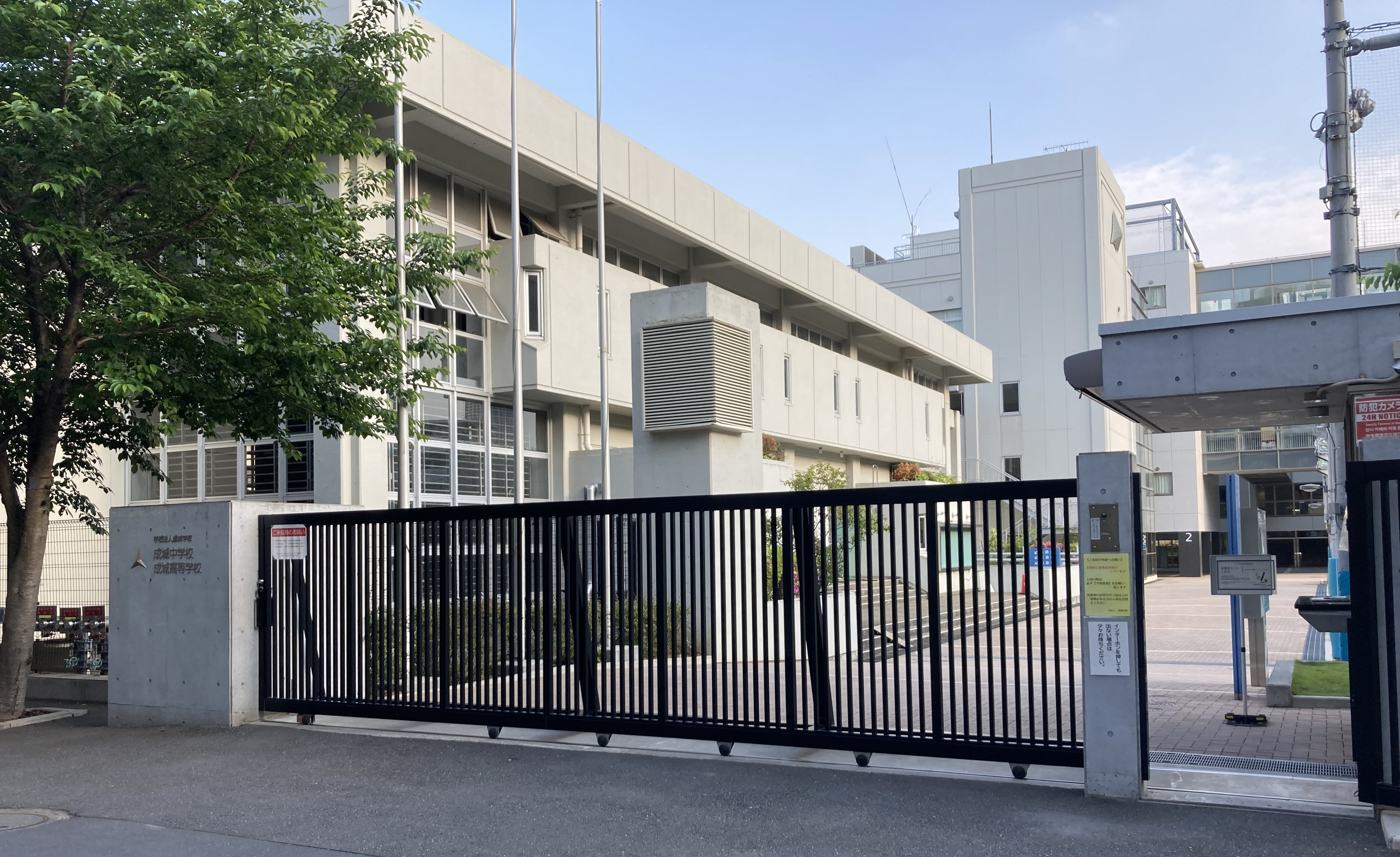
成城中学校・高等学校

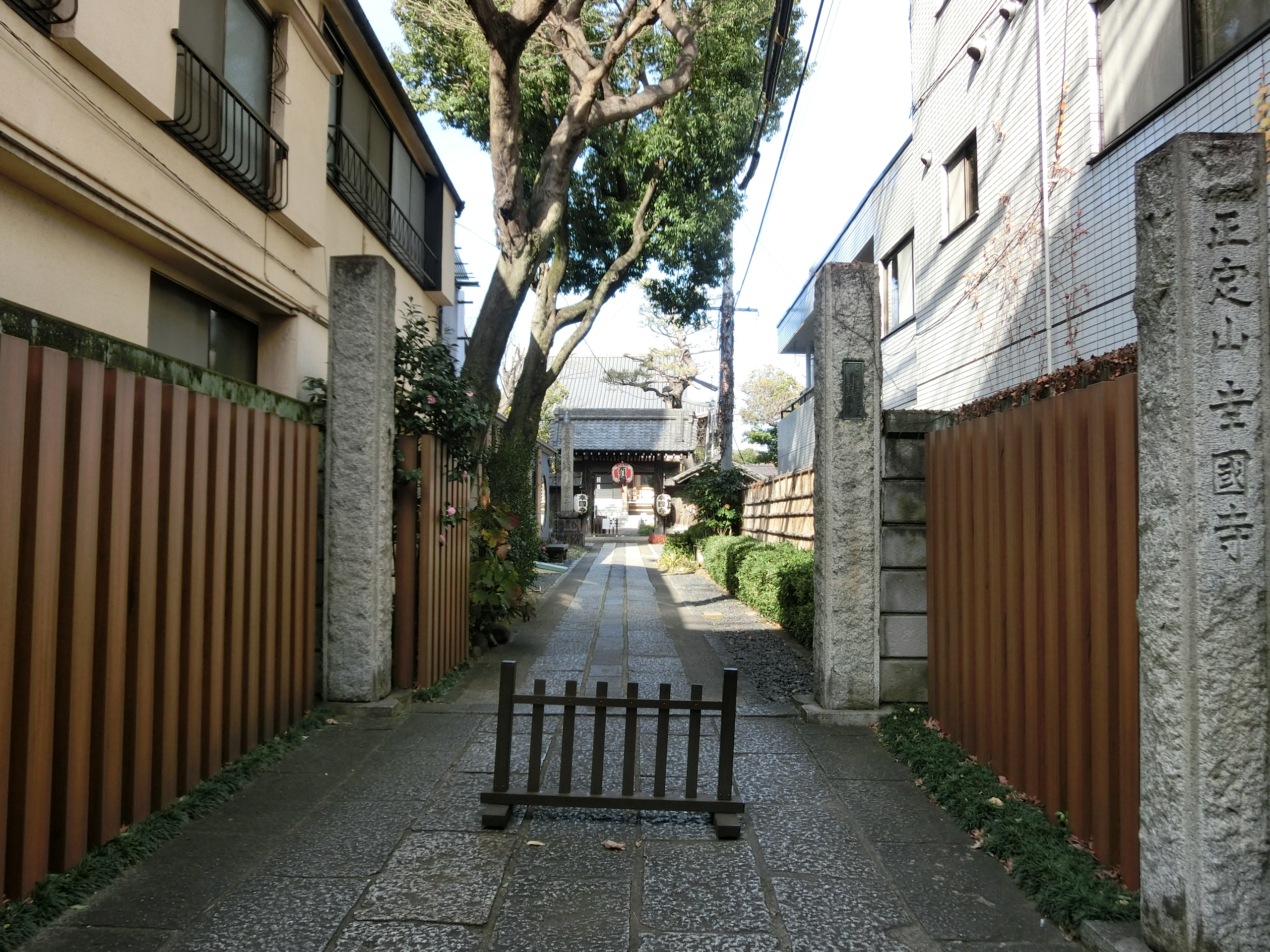
幸国寺

駅周辺は閑静な住宅街。ただし駅上にある市谷柳町交差点は大久保通りと外苑東通りの交差点で交通量は多い。西隣の若松河田駅までは徒歩で数分であり、中間地点付近には両駅への案内が掲示されている。
- 成城中学校・高等学校 - 2009年1月頃から下車駅の案内放送で使われている。
- 牛込成城幼稚園 - 学校法人成城学校が運営している私立幼稚園。
- 幸國寺 - 江戸十大祖師の一つ。加藤清正公お手植えの大銀杏と伝えられる新宿区最古の木がある(樹齢推定500年、新宿区天然記念物)。山門は新宿区有形文化財。
- 経王寺 - 大黒天　新宿区有形文化財、新宿山ノ手七福神の一つ。
- 原町公園
- 法身寺 - 大和田建樹終焉の地
- 有島武郎旧居跡
- 試衛館跡
- 常楽寺 - 小野派一刀流の祖・伊藤一刀斎の墓碑、小野忠喜の墓。
- 茶道裏千家東京茶道会館
- 裏千家今日庵東京出張所（東京道場）
- 大日本印刷本社
- 柳田國男旧居跡

- 加賀公園
- 新宿区立市谷小学校
- 林氏墓地 - 国史跡
- 牛込弁天公園
- 柳町病院
- 晴和病院
- 浄輪寺 - 関孝和の墓
- 多聞院 - 吉川湊一、松井須磨子の墓、生田春月の詩碑
- 新宿区 牛込保健センター
- 新宿区立漱石山房記念館
- 草間彌生美術館
- 新宿区役所榎木町特別出張所
- 浄栄寺 - 山門（甘露門）、梵鐘が新宿区有形文化財
- 月桂寺
- 東京女子医科大学
  - 東京女子医科大学病院
- 防衛省
- 警視庁第五機動隊、特科車両隊
- 東京メトロ東西線 早稲田駅
- 都営地下鉄新宿線 曙橋駅

## バス路線
大久保通りと外苑東通りに「牛込柳町駅前」停留所がある。この停留所は、当駅開業前の2000年12月11日までは「牛込柳町」を名乗っていた。
外苑東通り上
- 白61：新宿駅西口行 / 練馬車庫前行・練馬駅行

大久保通り上
- 飯62：都営飯田橋駅前行 / 小滝橋車庫前行
- 橋63：新橋駅前行 / 小滝橋車庫前行

## 隣の駅
東京都交通局（都営地下鉄）
 都営大江戸線
若松河田駅 (E 03) - 牛込柳町駅 (E 04) - 牛込神楽坂駅 (E 05)